# ميرتون (ويسكونسن)
ميرتون (بالإنجليزية: Merton (town), Wisconsin)‏ هي بلدة تقع في مقاطعة واكيشا (ويسكونسن) بولاية ويسكونسن في الولايات المتحدة. تبلغ مساحتها 73.2 (كم²)، وترتفع عن سطح البحر  م، بلغ عدد سكانها 7988 نسمة في عام 2000 حسب إحصاء مكتب تعداد الولايات المتحدة .

## وصلات خارجية
- الموقع الرسمي
- The US50 - Cities and Towns in Wisconsin State
- Wisconsin Cities and Towns, Facts, Map, Flag, Colleges, Government, and More